# エンマヌエル・レジェス
エンマヌエル・レジェス（Enmanuel Reyes、1992年12月14日 - ）は、キューバ・ハバナ出身でスペイン国籍のアマチュアボクシング選手。2024年パリオリンピック男子ヘビー級（92kg級）銅メダリスト。

## 経歴

### キューバ亡命
1992年にキューバの首都ハバナに生まれ、6歳の時にボクシングを始めた。キューバを亡命した後はロシア・モスクワのアパートに4か月間潜伏し、ベラルーシ、オーストリアの難民センター、ドイツの移民収容センターを経て、2017年夏にスペインに移住した。2020年1月にスペイン国籍を得た。

### スペイン時代
2021年にセルビアのベオグラードで開催されたAIBA世界ボクシング選手権では、ヘビー級に出場して銅メダルを獲得した。2021年東京オリンピックではヘビー級に出場し、準々決勝では最終的に金メダルを獲得したキューバのフリオ・セサル・ラ・クルスに敗れた。
2022年にアルメニアのエレバンで開催されたヨーロッパアマチュアボクシング選手権では、ヘビー級に出場して銀メダルを獲得した。2023年にポーランドのノヴィ・タルクで開催されたヨーロッパ競技大会では、ヘビー級に出場して銅メダルを獲得した。
2024年パリオリンピックではスペイン代表としてヘビー級に出場し、準決勝ではアゼルバイジャンのロレン・アルフォンソに敗れたが、銅メダルを獲得した。なお、同大会ではスペイン代表のアユーブ・ガドファもスーパーヘビー級（92kg超級）で銀メダルを獲得している。